# Gornal, Indi
Gornal là một làng thuộc tehsil Indi, huyện Bijapur, bang Karnataka, Ấn Độ.